# C17orf77
C17orf77 (англ. Chromosome 17 open reading frame 77) – білок, який кодується однойменним геном, розташованим у людей на 17-й хромосомі. Довжина поліпептидного ланцюга білка становить 243 амінокислот, а молекулярна маса — 26 264.
| 10         |  | 20         |  | 30         |  | 40         |  | 50         |
| ---------- |  | ---------- |  | ---------- |  | ---------- |  | ---------- |
| MDELALSFSL |  | TCLLPENRAS |  | LSPSQPLSFQ |  | CLKAPATLTW |  | EDEKQQRWGQ |
| PHGPVSSPLL |  | GDHRCLVPFR |  | DLNPSSEVNT |  | ANLLESPSSL |  | LLTSCYICSY |
| FSFYILGEKR |  | CHSLKRLRYS |  | VCCKVCPNFC |  | ACGKENVSGT |  | GQVCTGVHVG |
| AKEQEEPGGT |  | QALRSCGIYC |  | LEERTDKASH |  | EECRERSTLG |  | RPQCTGLTPS |
| LAGESPCPRL |  | LPGSPTVRHL |  | IASSCPGLSD |  | PLPLPPGTLP |  | LGS        |

A: Аланін

C: Цистеїн

D: Аспарагінова кислота

E: Глутамінова кислота

F: Фенілаланін

G: Гліцин

H: Гістидин

I: Ізолейцин

K: Лізин

L: Лейцин

M: Метіонін

N: Аспарагін

P: Пролін

Q: Глутамін

R: Аргінін

S: Серин

T: Треонін

V: Валін

W: Триптофан

Секретований назовні.